# Thurimachos
Thurimachos (altgriechisch Θουρίμαχος Thourímachos, deutsch ‚stürmischer Kämpfer‘, lateinisch Thurimachus) war in der griechischen Mythologie der Sohn des Aigydros und ein König von Sikyon.
Er war der Vater des Leukippos, der nach ihm die Regierung über Sikyon übernahm.